# Myiophobus
Myiophobus es un género de aves paseriformes perteneciente a la familia Tyrannidae que agrupa a especies originarias de la América tropical (Neotrópico), donde se distribuyen desde el suroeste de Costa Rica, a través de América Central y del Sur hasta Uruguay, el norte de Argentina y el extremo norte de Chile; también en Trinidad. A sus miembros se les conoce por el nombre común de mosqueros y también atrapamoscas, cazamoscas, mosqueritos o mosquetas.

## Etimología
El nombre genérico masculino «Myiophobus» se compone de las palabras del griego «μυια muia, μυιας muias» que significa ‘mosca’, y «φοβος phobos» que significa ‘terror’, ‘miedo’, ‘pánico’.

## Características
Las especies de este género son tiránidos pequeños, midiendo entre 11,5 y 13 cm de longitud, que generalmente se encaraman de forma vertical en perchas. Habitan en una variedad de ambientes y situaciones, en general prefiriendo el sotobosque; la mayoría se distribuye por la región andina, con excepción de M. fasciatus que tiene una distribución más amplia. De formas bastante variables, recuerdan bastante a los del género Empidonax, pero todos los Myiophobus presentan una mancha en la corona; las barras en las alas, cuando presentes son más pardo amarillentas que pálidas. Se alimentan de insectos que cazan en vuelo o en el follaje.

## Taxonomía
Ohlson et al. (2008) y Ohlson et al. (2009) presentaron datos genético-moleculares demostrando que el género Myiophobus era altamente polifilético, formado por tres clados que no son ni cercanamente parientes entre sí:
- el grupo 1, formado por M. flavicans, M. phoenicomitra, M. inornatus, y M. roraimae, Ohlson et al. (2020) propusieron un nuevo género Scotomyias para reflejar adecuadamente la filogenia de este clado,[10] pero esto no ha sido adoptado por la mayoría de las clasificaciones, excepto por el Comité Brasileño de Registros Ornitológicos (CBRO);[11]
- el grupo 2 formado por las especies Nephelomyias pulcher, N. lintoni y N. ochraceiventris, entonces pertenecientes al presente género, fueron transferidas a un nuevo género Nephelomyias Ohlson, Fjeldså & Ericson, 2009[12] lo que fue reconocido mediante la aprobación de la Propuesta N° 425 al Comité de Clasificación de Sudamérica (SACC);[13]
- el grupo 3, fasciatus, formado por M. fasciatus y M. cryptoxanthus.

Los amplios estudios genético-moleculares realizados por Tello et al. (2009) descubrieron una cantidad de relaciones novedosas dentro de la familia Tyrannidae que todavía no están reflejadas en la mayoría de las clasificaciones. Siguiendo estos estudios, Ohlson et al. (2013) propusieron dividir Tyrannidae en cinco familias. Según el ordenamiento propuesto, Myiophobus permanece en Tyrannidae, el grupo 3 (M. cryptoxanthus y M. fasciatus), sedis mutabilis (o sea, con ligera incerteza debido a datos no conclusivos) en una subfamilia Fluvicolinae Swainson, 1832-33; el grupo roraimae (compuesto por M. flavicans, M. inornatus, M. phoenicomitra y M. roraimae) en una tribu Fluvicolini Swainson, 1832-33 , junto a Sublegatus, Colorhamphus, Ochthoeca, Silvicultrix, Pyrocephalus, Fluvicola, Arundinicola, Gubernetes, Alectrurus y provisoriamente, Muscipipra.

## Lista de especies
Según las clasificaciones del Congreso Ornitológico Internacional (IOC) y Clements Checklist/eBird, el género agrupa a las siguientes especies, con el respectivo nombre popular de acuerdo con la Sociedad Española de Ornitología (SEO), u otro cuando referenciado:
| Imagen | Nombre científico        | Autor                           | Nombre común           | Estado de conservación | Distribución |
| ------ | ------------------------ | ------------------------------- | ---------------------- | ---------------------- | ------------ |
|        | Myiophobus flavicans     | (P.L. Sclater, 1861)            | mosquero amarillo      | LC                     |              |
|        | Myiophobus phoenicomitra | (Taczanowski & Berlepsch, 1885) | mosquero crestinaranja | LC                     |              |
|        | Myiophobus inornatus     | Carriker, 1932                  | mosquero sencillo      | LC                     |              |
|        | Myiophobus roraimae      | (Salvin & Godman, 1883)         | mosquero del Roraima   | LC                     |              |
|        | Myiophobus cryptoxanthus | (P.L. Sclater, 1861)            | mosquero pechioliva    | LC                     |              |
|        | Myiophobus fasciatus     | (Statius Müller, 1776)          | mosquero estriado      | LC                     |              |
|        | Myiophobus crypterythrus | (P.L. Sclater, 1861)            | mosquero grisáceo      | LC                     |              |
|        | Myiophobus rufescens     | (Salvadori, 1864)               | mosquero rojizo        | LC                     |              |